# Protéine porteuse d'acyle
Pour les articles homonymes, voir ACP.

groupe acyle lié à une ACP.

Structure de la 4'-phosphopantéthéine.

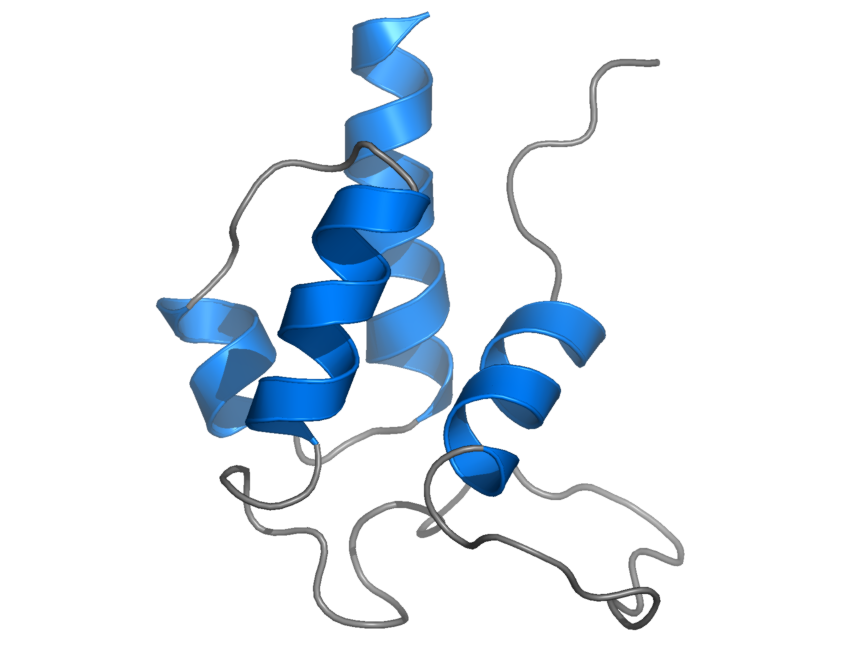
Exemple d'une apoprotéine d'ACP.

Une protéine porteuse d'acyle, généralement désignée par le terme anglais acyl carrier protein (ACP), est une protéine déterminante dans la biosynthèse des acides gras et des polycétides qui possède un résidu de phosphopantéthéine capable d'établir une liaison thioester avec un groupe acyle R–CO– susceptible d'être allongé par des condensations de Claisen.
Il s'agit d'un ensemble de protéines très largement distribuées dans les organismes vivants et structurellement très proches les unes des autres, de charge électrique négative, constituées d'hélices alpha rassemblées en faisceau, et dont les séquences d'acides aminés sont remarquablement conservées d'une espèce à une autre. Leur structure et leur mode de fonctionnement s'apparentent à ceux des peptidyl carrier proteins (PCP) des synthases de peptides non ribosomiques.
Les ACP sont exprimées dans les cellules sous la forme d'apoprotéines auxquelles la 4'-phosphopantéthéine est liée à un résidu de sérine par l'holo-ACP synthase (ACPS) au cours d'une modification post-traductionnelle.
La 4'-phosphopantéthéine forme une tige moléculaire flexible d'environ 2 nm de long permettant au substrat acyle de se déplacer entre plusieurs sites actifs d'un même complexe enzymatique, ce qui optimise l'utilisation des différents domaines fonctionnels de ces complexes en augmentant la molarité effective des intermédiaires réactionnels tout en assurant leur traitement séquentiel comme dans une ligne de montage.